# 첼리노아타나시오
첼리노아타나시오(이탈리아어: Cellino Attanasio)는 이탈리아 아브루초주 테라모도에 위치한 코무네다.